# Georg Buderus II
Georg Carl Theodor Buderus, auch Georg Buderus II, (* 3. April 1808 in Audenschmiede; † 8. Dezember 1873 in Hirzenhain) war Unternehmer und Mitglied des Konstituierenden Reichstags des Norddeutschen Bundes.

## Leben
Georg Buderus war der Sohn von Johann Buderus (1770–1815) und dessen Frau Sophia Maria Elisabeth geborene Spieß. Er besuchte das Gymnasium zu Weilburg, die Universität Göttingen und die Bergakademie Freiberg. 1830 trat er in das Familiengeschäft ein. Er war der Vater von Georg Buderus III und der Bruder von Hugo Buderus. Am 17. Juli 1836 heiratete Georg Buderus, der evangelischer Konfession war, in Hirzenhain Christina genannt Margarethe geborene Hillen (25. Januar 1814 bis 5. Juni 1885). Er trug den Titel Bergrat.
1867 war er Mitglied des Konstituierenden Reichstags des Norddeutschen Bundes für den Wahlkreis Hessen 2 (Friedberg, Büdingen, Vilbel) und die Nationalliberale Partei. Bei seiner Wahl hatte er keine Gegenkandidaten. Die Wahlbeteiligung lag unter 10 %.